# Механизм государства
Механи́зм госуда́рства, госуда́рственный механи́зм — целостная иерархическая система государственных органов и учреждений, призванных осуществлять государственную власть, задачи и функции государства. 
Механизм государства, охватывающий все государственные органы, представляет собой реальное воплощение и олицетворение государства. Он включает в себя структуры, посредством которых осуществляется государственная власть и управление. По мнению некоторых исследователей, механизм государства является неотъемлемой стороной его сущности: без функционирования этого механизма государство не может существовать.  
Таким образом, механизм государства играет ключевую роль в поддержании и реализации государственной власти, будучи её материальной основой и воплощением. 

## Признаки
- Целостность — механизм государства представляет собой целостную структуру, на территории и в рамках одного государства не может существовать несколько государственных аппаратов[2];
- Иерархичность — механизм государства строится на началах координации и подчинения, представляя собой сложную властную пирамидальную структуру[2];
- Особый состав — государственные органы и учреждения, входящие в структуру механизма государства, состоят из специально подготовленных людей[5];
- Специальные цели деятельности — фактическое осуществление государственной власти, задач и функций государства[5];
- Материально-техническая обеспеченность[6].

## Понятие «механизм государства» и «государственный аппарат»
Существует несколько точек зрения на соотношение понятий «механизм государства» и «государственный аппарат»:
- Данные понятия полностью совпадают по объёму, используются как синонимы. Термин «механизм» лишь подчёркивает целостность аппарата, его направленность на результативную деятельность[2].
- Под государственным аппаратом понимается система органов, непосредственно осуществляющих управленческую деятельность и наделённых для этого властными полномочиями, а в понятие «механизм государства» включаются наряду с государственным аппаратом ещё и государственные учреждения и организации, а также «материальные придатки» государственного аппарата (вооружённые силы, полиция, уголовно-исполнительные учреждения и т. д.), опираясь на которые государственный аппарат действует[8].
- Под аппаратом государства понимаются все органы государства в статике, а под механизмом государства — те же органы, но в динамике. Изучая аппарат государства, говорят прежде всего о назначении, порядке образования, компетенции того или иного государственного органа, а изучая механизм государства — непосредственно о деятельности государственных органов, об их взаимосвязи между собой в процессе осуществления тех или иных функций государства[9].
- Механизм государства является более обширной категорией, включающей в себя всю совокупность не только лиц-служащих, но и материально-технических объектов, служащих для реализации государственных функций и задач. В отличие от механизма государства, под аппаратом государства понимается только совокупность государственных служащих. Тем самым, государственный аппарат не является синонимом механизму государства, поскольку механизм государства помимо государственных органов включает в себя также государственные учреждения и предприятия[6][10].

## Принципы работы
Основные принципы организации и деятельности государственного аппарата:
- Представительство интересов граждан. Государственный аппарат должен обеспечивать представительство интересов всех слоёв общества на всех уровнях государственного управления. Это включает как участие граждан в принятии решений, так и их влияние на формирование государственной политики через представительные органы и выборные должности[12]. Принцип подразумевает, что государственная власть действует в интересах общества, а не узкого круга лиц.
- Гласность и открытость. Важным элементом эффективного государственного управления является открытость деятельности государственных органов для общественности. Гласность предполагает доступность информации о работе государственных структур, что способствует повышению доверия граждан к власти и предотвращает злоупотребления[13]. Открытость включает в себя обязательство органов власти отчитываться перед населением и обеспечивать свободный доступ к информации.
- Высокий уровень профессионализма и компетентности. Эффективная работа государственного аппарата зависит от квалификации и профессионализма государственных служащих. Каждый сотрудник должен обладать соответствующими знаниями, умениями и навыками для выполнения своих обязанностей. Повышение уровня компетентности также включает в себя регулярное обучение, повышение квалификации и строгие требования к профессиональной этике.
- Законность. Деятельность государственного аппарата должна быть основана на строгом соблюдении законов и правовых норм. Принцип законности гарантирует, что все действия государственных органов и должностных лиц происходят в рамках правового поля, что исключает произвол и обеспечивает защиту прав и свобод граждан. Государственная власть обязана действовать в соответствии с законодательством, не допуская его нарушения.
- Субординация и взаимодействие между уровнями власти. В федеративных государствах важным принципом является чёткая субординация и взаимодействие между центральной властью и органами власти субъектов федерации. Это позволяет обеспечить согласованную политику на всех уровнях управления, предотвратить конфликты компетенций и гарантировать соблюдение единства государственной политики. Взаимодействие между центром и регионами должно быть основано на координации действий и распределении полномочий в соответствии с конституционными нормами федеративного устройства.

## Структура механизма государства
В структуре механизма государства выделяется 5 уровней:
- Государственные органы — есть властные полномочия.
- Государственные организации: учреждения и предприятия — нет властных полномочий.
- Служащие — лица, работающие в государственных органах или учреждениях, но полномочиями не обладающие (в отличие от государственных служащих).
- Материальные средства.
- В государственный аппарат входят глава государства, органы законодательной, исполнительной и судебной властей, органы принуждения (МВД, ФСБ, прокуратура), вооружённые силы.

## Особенности построения государственного аппарата в различных государства и странах
Структура государственного аппарата зависит от множества факторов: организации государственной власти (в социалистических государствах и странах отрицается разделение властей), политико-территориального устройства государства и стран (унитаризм, федерализм, существование автономных образований), деления на органы и должностные лица, осуществляющие властные полномочия (например: законодательный орган (совет, дума, парламент), судьи, и органы и должностные лица, образующие обслуживающий аппарат (например, аппарат Правительства России, канцелярии судов, эксперты — советники министерств). Однако несмотря на многообразие механизмов государства, в их структуре всегда выделяются органы управления и органы принуждения.
С точки зрения разделения властей в аппарате управления государства различаются органы (а иногда—и должностные лица) законодательной, исполнительной и судебной власти. В государствах и странах социализма, где принята иная концепция, различаются органы государственной власти, органы государственного управления, суда и прокуратуры.
Органы законодательной власти представлены общегосударственными структурами (совет, дума, рада, шура, парламент и так далее) (а в некоторых государствах и странах, например Индонезии и Туркменистане, также над парламентскими органами), законодательными собраниями субъектов федерации и политических автономий. Между высшими и низшими представительными органами нет административного подчинения. Согласованность действий обеспечивается в результате принятия вышестоящими парламентами законов, обязательных и для нижестоящих представительных органов. К парламентам примыкают некоторые другие органы, не входящие в понятие парламента (аппарат, обслуживающий палаты парламента и их постоянные комиссии, счётная палата, уполномоченный по правам человека и так далее).
Исполнительная власть организована по-разному. В некоторых политических государствах и странах по конституции она принадлежит монарху, но на деле в парламентарных монархиях (Великобритания, Япония и другие), как кажется некоторым, он власти не имеет. Государственный аппарат в таких государствах и странах фактически возглавляет правительство (премьер-министр), который отчитывается (не всегда) перед монархом. В дуалистических монархиях монарх реально управляет государством и страной (Иордания и другие), а в абсолютных монархиях (Саудовская Аравия, Оман и другие) в руках монарха находится вся полнота власти.
В республиках исполнительная власть обычно принадлежит президенту, но её реальное осуществление зависит от формы правления. В президентских республиках (Бразилия, США, Египет и др.) президент одновременно является главой государства и главой исполнительной власти. Он возглавляет государственный аппарат, делегируя министрам те или иные полномочия, а те, в свою очередь, делегируют их нижестоящим государственным служащим. Правительства как коллегиального органа в президентских республиках обычно нет, а если оно есть (Египет и др.), то премьер-министр, назначаемый и снимаемый президентом без ведома парламента, является так называемым административным премьером. Он действует по поручениям президента, а фактическим главой правительства остаётся президент. В парламентарных республиках, например в Индии или Германии, государственный аппарат возглавляет правительство. Нормы конституций, предоставляющие широкие полномочия президентам, парируются другими нормами тех же конституций, согласно которым президент должен действовать только по совету правительства и все его акты недействительны, если на них нет дублирующей подписи премьер-министра (правило контра сигнатуры).
В полупрезидентских республиках иная ситуация. Бывает, что существует «двухголовая» исполнительная власть — она принадлежит и президенту, и правительству (Франция и другие). В России руководство государственным аппаратом тоже разделено. «Силовые» министерства и ведомства (обороны, внутренних дел, по чрезвычайным ситуациям, службы безопасности и так далее), некоторые другие министерства (иностранных дел, юстиции) находятся под непосредственным руководством президента, другими руководит правительство.
К исполнительной ветви власти примыкают материальные придатки государства: армия, авиация, флот, внутренние войска, жандармерия, полиция (милиция), национальная гвардия, орган государственной безопасности, разведка и контрразведка, тюрьмы и так далее. По существу, это особые виды государственных организаций. Они в значительной степени усиливают исполнительную власть.
Судебная ветвь власти имеет свой специфический аппарат. В одних государствах и странах это сами судьи и обслуживающие суды, технические служащие (секретари судебных заседаний, канцелярия и так далее), в других — так называемые следственные судьи (в некоторых государствах и странах это следователи, не входящие в состав собственно судебного корпуса), прокуроры при судах и подчинённые судьям судебные коменданты, приставы, обеспечивающие порядок судебных заседаний. Существуют разные звенья судов (низовое, среднее, верховные суды), но при рассмотрении и решении конкретных дел в отличие от чиновников исполнительной власти суды и судьи не подчинены по вертикали.
Помимо органов и должностных лиц, относящихся к ветвям власти, примыкающих к ним, государственный аппарат включает структуры с особым статусом. Иногда часть таких органов (избирательные комиссии (трибуналы), избирательный регистр) выделяют в качестве особой ветви избирательной власти (в некоторых государствах и странах Латинской Америки), иногда — контрольной власти (генеральные контролёры, генеральные ревизоры, генеральные атторней и так далее со своими службами). Во многих государствах и странах есть омбудсмэны — уполномоченные парламента по правам человека (Россия), по соблюдению правопорядка в вооружённых силах (Германия), по охране окружающей среды (Канада) и другие. Согласно конституциям и законам, они при исполнении своих полномочий независимы, не подчинены никакой другой власти. В России особое положение занимает Центральный банк, во Франции — Экономический и социальный совет, в Италии — Высший совет магистратуры, ведающий кадрами судейского корпуса, в Египте — консультативный совет ашшура и так далее. В России и в ряде других государств и стран (Китай, Украина и так далее) особое звено государственного аппарата образует прокуратура, которая в таких государствах и странах обособлена от судов. Её главная задача — контроль соблюдения законности. Специфической частью государственного аппарата являются специализированные органы конституционного контроля (конституционные суды, конституционные советы и другое), а в некоторых мусульманских государствах и странах — органы религиозно-конституционного контроля (они не решают конкретные дела, а следят за соответствием законов Корану).